# 露丝·怀特
露丝·怀特（英語：Ruth White，1914年4月24日—1969年12月3日），女，美国演员。曾获得黄金时段艾美奖戏剧类电视系列剧最佳女配角。